# Elophoria myoidea
Elophoria myoidea är en tvåvingeart som beskrevs av Robineau-desvoidy 1830. Elophoria myoidea ingår i släktet Elophoria och familjen parasitflugor.
Artens utbredningsområde är Frankrike. Inga underarter finns listade i Catalogue of Life.